# Циліндр Тіплера
Циліндр Тіплера — гіпотетичний об'єкт, що виходить з точного розв'язку рівнянь Ейнштейна, яке вивів Корнелій Ланцош 1924 року і, незалежно, Віллем ван Стокум 1936 року.
1974 року Френк Тіплер виявив можливість появи в цьому розв'язку замкнутих часоподібних ліній. Потім Стівен Гокінг показав, що подорожі в часі за допомогою циліндра Тіплера можливі тільки в тому випадку, якщо він матиме нескінченну довжину[джерело?].

## Використання в культурі
- У циклі фантастичних романів «Космострада» Джона Де Ченсі використовували вертикально встановлені циліндри Тіплера (у книзі названі «об'єкти Керра — Тіплера») для створення просторово-часових порталів на інтергалактичних автострадах.
- Ларрі Нівен 1977 року написав оповідання «англ. Rotating Cylinders and the Possibility of Global Causality Violation», запозичивши назву з роботи Тіплера.
- У романі 1978 року Пола Андерсона «Аватара».
- У повісті 1986 року Вернора Вінжі «Покинуті в реальному часі».
- У циклі Вільяма Кіта-молодшого (під псевдонімом Єн Даглас) «Зоряний авіаносець», люди знаходять кілька величезних циліндрів, що швидко обертаються, які виявляються порталами в кульове скупчення в далекому минулому.
- У візуальній новелі Steins;Gate (2009)[джерело?].